# 17-й окремий мотопіхотний батальйон (Україна)
17-й окремий мотопіхотний батальйон (17 ОМПБ, в/ч А4279, пп В2304) — формування у складі Збройних сил України.
2014 року після початку російсько-української війни був створений 17-й батальйон територіальної оборони «Кіровоград» з добровольців Кіровоградської області. Восени він був переформований на мотопіхотний.

## Передісторія
19 березня 2014 Рада національної безпеки і оборони України ухвалила рішення про створення оперативних штабів при обласних державних адміністраціях прикордонних областей України. У березні 2014 року на Лівобережній Україні було створено сім батальйонів територіальної оборони, а 30 березня 2014 року в. о. президента України Олександр Турчинов доручив керівникам обласних адміністрацій почати створення батальйонів територіальної оборони в кожній області України.
30 квітня 2014 було ухвалене офіційне рішення покласти функції створення батальйонів територіальної оборони в кожній області України на обласні військові комісаріати.

## Формування батальйону
23 квітня 2014 року в приміщенні КДА зібралися представники громадськості, чиновники, військовослужбовці, де з кіровоградців, мобілізованих до лав Збройних сил України, було створено батальйон територіальної оборони. До 10 травня проходило «бойове улагодження» батальйону. Основні завдання, які ставляться перед ним — боротьба з диверсійними групами, забезпечення проходження через Кіровоградщину військової техніки Збройних сил України, охорона 21-го стратегічного об'єкта області. У поданні батальйону брав участь народний депутат України, кандидат у президенти України Олег Тягнибок, нардеп Святослав Ханенко, голова ОДА Олександр Петік.
В облдержадміністрації повідомили:
|  | Військові фахівці провели відбір кандидатів, більшість з яких, раніше вже проходили службу в десантних військах, підрозділах спеціального призначення та інших бойових частинах. |

## Техніка, озброєння і спорядження
Особовий склад батальйону одержав легку стрїлецьку зброю. Після переформатування у мотопіхотний батальйон, підрозділ одержав важке піхотне озброєння і бронетехніку.

## Діяльність батальйону
Після проведення навчання і бойового злагодження 17 БТрО був направлений на підсилення Приазовського рубежу оборони з дислокуванням у Мелітополі Запорізької області. З добровольців була сформована Окрема рота (80 вояк), яка виїхала на схід України на передову АТО. За час проведення АТО солдати і офіцери з Кіровоградщини виконували завдання по захисту конституційного ладу України в населених пунктах Мелітополь,Фащівка, Щастя, Станиця Луганська, Красноталовка, Біловодськ, Дебальцеве тощо. Станом на лютий 2015 року кіровоградський батальйон захищає місто Дзержинськ з горлівського напрямку.
18 жовтня по ротації бійці 17 батальйону територіальної оборони повернулися додому на відпочинок.

## Переформатування
У листопаді 17 БТрО був переформатований у 17-й окремий мотопіхотний батальйон 57-ї мотопіхотної бригади, яка сформована на базі 17-го, 34-го і 42-го батальйонів.

### Довідки
- 57 окрема мотопіхотна бригада // ukrmilitary.com

### Новини
- В Кировограде представили 17-й батальон территориальной обороны [Архівовано 24 жовтня 2014 у Wayback Machine.]
- В Кировоградской области создан батальон территориальной обороны [Архівовано 25 липня 2014 у Wayback Machine.]
- 17 мотопіхотний батальйон на передовій (ФОТОРЕПОРТАЖ) [Архівовано 22 лютого 2015 у Wayback Machine.]
- Кіровоградська 57 бригада виходить із зони бойових дій через нестачу техніки і бійців [Архівовано 7 травня 2016 у Wayback Machine.]
- На Олешковщине обустроят военный городок [Архівовано 12 червня 2018 у Wayback Machine.]
- 17-й окремий мотопіхотний батальйон розшукує справжніх, досвідчених чоловіків… [Архівовано 12 червня 2018 у Wayback Machine.]